# A24 (filmselskab)
A24 er et amerikansk filmselskab som specialiserer i film- og tv-produktion og distribution. Firmaet blev grundlagt i 2012 af Daniel Katz, David Fenkel og John Hodges.

## Priser og nomineringer
Til Oscaruddelingen i 2023 blev 18 film produceret og/eller distribueret af A24 nomineret, hvilket gjorde dem det års filmselskab med flest nomineringer.

## References
1. ↑  "A24 Tops All Other Single Movie Studios With 18 Oscar Nominations, Taking a Victory Lap 10 Years in the Making". 23. januar 2023.{{cite web}}:  CS1-vedligeholdelse: url-status (link)